# Girard d'Orléans

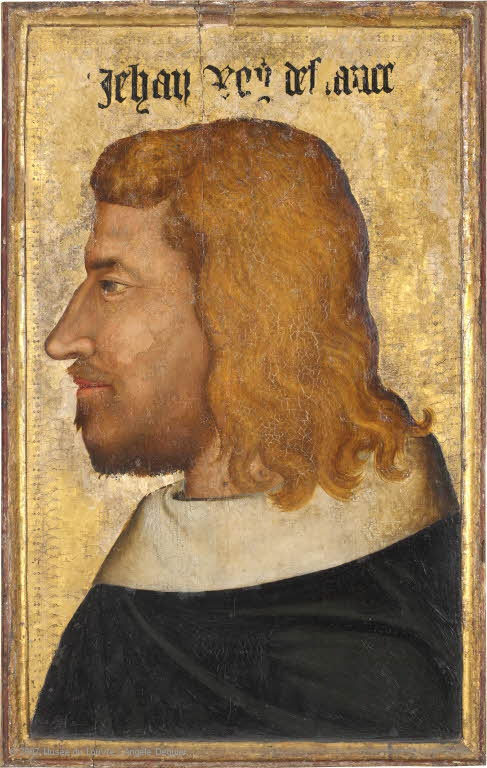
Portrait de Jean II le Bon attribué à Girard d'Orléans (Musée du Louvre)

Pour les articles homonymes, voir Girard.
Girard d'Orléans, mort le 6 août 1361, est un peintre du XIVe siècle.

## Biographie
Peintre et valet de chambre du roi Jean II le Bon, on lui doit plusieurs tableaux pour Charles V. Avant Jan Van Eyck, il a réalisé des peintures à l'huile et vernissées au château du Val de Ruel.